# 439
439 је била проста година.

## Догађаји
- Битка код Гуолофа: Вортигерн је поражен од стране Амброзија Аурелијана и комбинованих снага романско-британских снага из целе јужне Британије.
- Готски рат (436-439): Литориус, римски генерал (Магистер милитум пер Галлиас), поставља опсаду Тулуза. Током одлучујуће битке пред зидинама доживео је тежак пораз и погинуо, а само тежак губитак Визигота чини да краљ Теодорик I одлучи да пристане на привремену обнову статуса кво.
- Лицинија Евдоксија, жена цара Валентинијана III, добија титулу Августа након рођења њихове ћерке Евдоксије.
- Зима – Хунски и римски изасланици се састају у Маргуму, важном трговишту на реци Сави. После преговора, Атила и његов брат Бледа, који су присутни, прихватају мировни план у четири тачке. Потврђена су трговачка права између две државе и цар Теодосије II плаћа годишњи данак од 700 фунти злата.
- Вандалски рат (439-442): Краљ Генсерих прекида свој уговор са Западним римским царством и напада Африку Процонсуларис.
- Вандали оснивају северноафричку житницу која им омогућава да наметну своју вољу другим нацијама, које зависе од северне Африке у погледу житарица и других основних намирница.
- У Аштишату умире Исак Јерменски, јерменски патријарх. Помогао је да се развије писмо инспирисано грчким језиком и преведена Библија, заједно са разним хришћанским списима, на Јерменски језик.
- Хисториа Еццлесиастица Сократа из Цариграда је закључена, можда због ауторове смрти.
- Манастир Светог Саве Освећеног је основан у близини Витлејема (Палестина).

### Јануар
- 1. јануар — Објављен је Теодосијев законик, највећа збирка римског права дотада.

### Октобар
- 19. октобар — Вандали, предвођени краљем Гејсерихом, су освојили Картагину, која је постала главни град вандалске државе у Африци. Генсерик га чини својом престоницом и оснива Вандалско краљевство.

### Децембар
- Википедија:Непознат датум — Основан манастир Мар Саба близу Витлејема, Израел.

## Смрти
- Исак Јерменски